# Icmadophilaceae
Famille
Les Icmadophilaceae sont une famille de champignons ascomycètes. Il s'agit d'une petite famille comportant une cinquantaine d'espèces de lichens aux formes variées, associés à des algues vertes,.

## Liste des genres
Selon Myconet :
- Dibaeis
- Icmadophila
- Pseudobaeomyces
- Siphula
- Siphulella
- Thamnolia

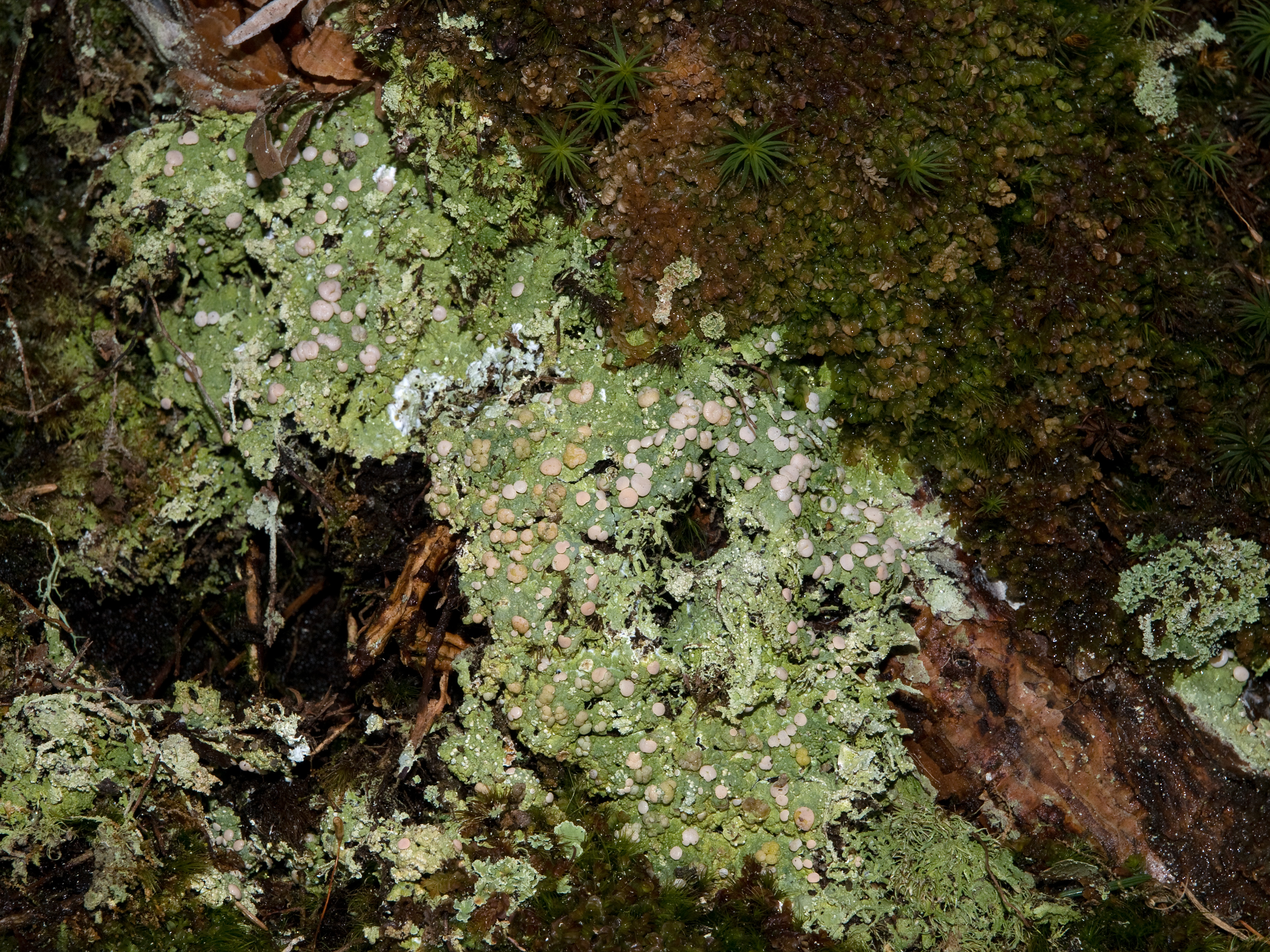
Icmadophila ericetorum
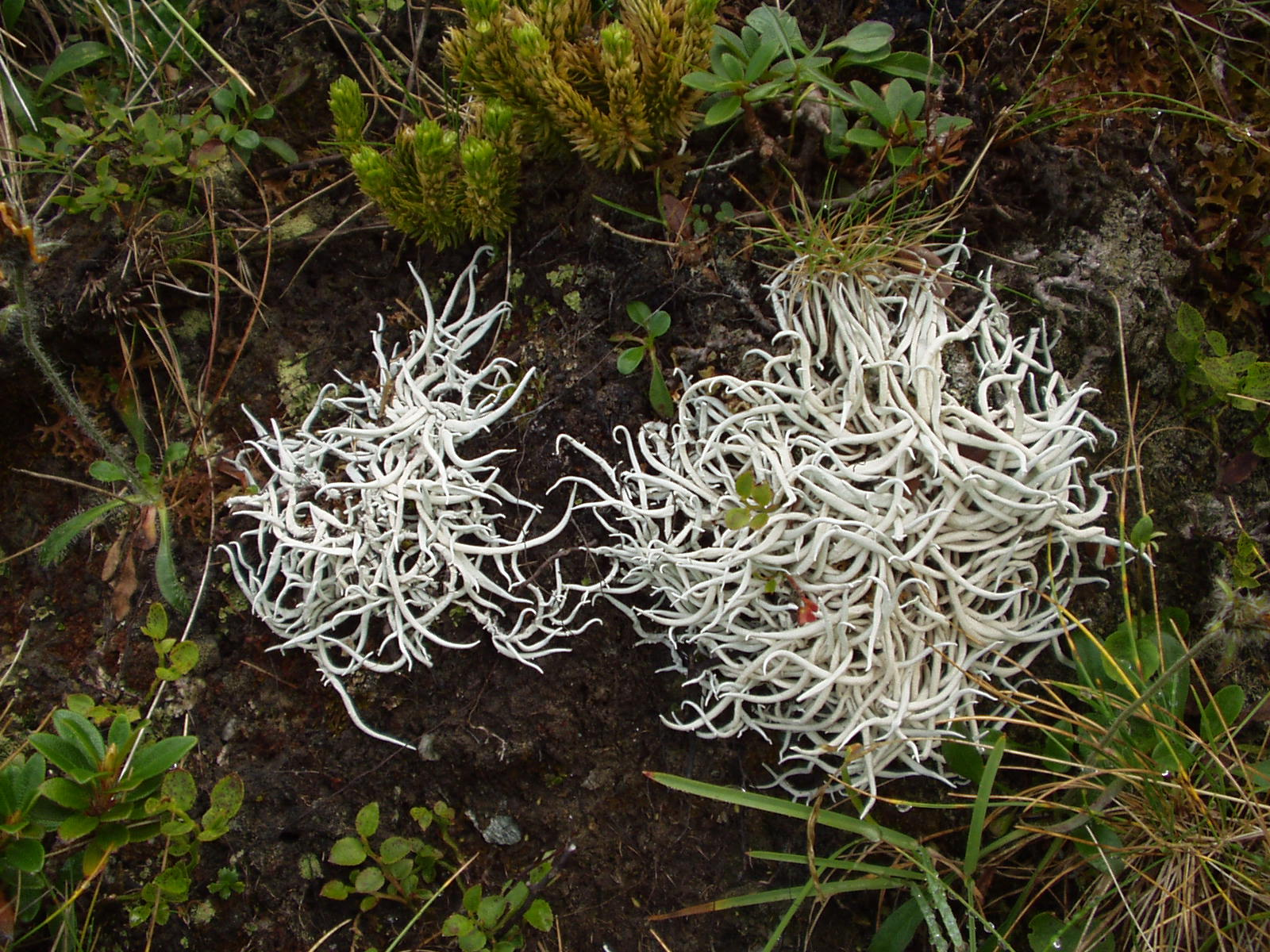
Thamnolia vermicularis